# España en la Copa Mundial de Fútbol Sub-20 de 2005
La Selección de España es uno de los 24 países que participaron en la Copa Mundial de Fútbol Juvenil de 2005 que se realizó en los Países Bajos.
El sorteo colocó a España en el Grupo C junto con las selecciones de Chile, Honduras y Marruecos. Allí, obtuvo tres fáciles victorias y avanzó a la segunda ronda con puntaje ideal (9 puntos).
En Octavos de final, se enfrentó a la selección de Turquía, a la que derrotó fácilmente por 3:0 y se metió en Cuartos. En Cuartos de final, le esperaba un duro partido ante Argentina. Hasta aquí, España era la selección del torneo más goleadora y la menos goleada. En el primer tiempo, Pablo Zabaleta abrió el marcador para la albiceleste a los 19', pero Alberto Zapater emparejó las cosas a los 32'. En el segundo tiempo, España fue el que dominó el partido, pero perdonó demasiado,lo que terminó pagando caro tras las anotaciones de Gustavo Oberman y Lionel Messi a los 71' y 73' respectivamente, que determinaron el 3:1 final de los argentinos, y España se fue derrotada. El equipo argentino terminaría ganando el Mundial.

## Participación

### Grupo C
| Equipo    | Pts | PJ | PG | PE | PP | GF | GC | Dif |
| --------- | --- | -- | -- | -- | -- | -- | -- | --- |
| España    | 9   | 3  | 3  | 0  | 0  | 13 | 1  | +12 |
| Marruecos | 6   | 3  | 2  | 0  | 1  | 7  | 3  | +4  |
| Chile     | 3   | 3  | 1  | 0  | 2  | 7  | 8  | -1  |
| Honduras  | 0   | 3  | 0  | 0  | 3  | 0  | 15 | -15 |

| 11 de junio de 2005 | España                              | 3:1 (1:0) | Marruecos         | Estadio De Vijverberg, Doetinchem                                    |                                                                      |
|                     | Llorente 28' Molinero 51' Silva 71' | Reporte   | Doulyazal 84' (p) | Asistencia: 9.863 espectadores Árbitro(s): Jorge Larrionda (Uruguay) | Asistencia: 9.863 espectadores Árbitro(s): Jorge Larrionda (Uruguay) |

| 14 de junio de 2005 | Chile | 0:7 (0:1) | España                                                | Estadio De Vijverberg, Doetinchem                                    |                                                                      |
|                     |       | Reporte   | Llorente 8', 62', 78', 81' Robusté 51' Silva 71', 85' | Asistencia: 6.600 espectadores Árbitro(s): Benito Archundia (México) | Asistencia: 6.600 espectadores Árbitro(s): Benito Archundia (México) |

| 17 de junio de 2005 | España                       | 3:0 (2:0) | Honduras | Estadio De Vijverberg, Doetinchem                               |                                                                 |
|                     | Jona 5' Silva 38' Víctor 67' | Reporte   |          | Asistencia: 3.000 espectadores Árbitro(s): Coffi Codjia (Benín) | Asistencia: 3.000 espectadores Árbitro(s): Coffi Codjia (Benín) |

## Octavos de final
| 22 de junio de 2005 | España                        | 3:0 (2:0) | Turquía | Estadio Univé, Emmen                                             |                                                                  |
|                     | Juanfran 28', 36' Robusté 69' | Reporte   |         | Asistencia: 8.400 espectadores Árbitro(s): Terje Hauge (Noruega) | Asistencia: 8.400 espectadores Árbitro(s): Terje Hauge (Noruega) |

## Cuartos de final
| 25 de junio de 2005 | Argentina                          | 3:1 (1:1) | España      | Estadio Arke, Enschede                                                |                                                                       |
|                     | Zabaleta 19' Oberman 71' Messi 73' | Reporte   | Zapater 32' | Asistencia: 11.200 espectadores Árbitro(s): Benito Archundia (México) | Asistencia: 11.200 espectadores Árbitro(s): Benito Archundia (México) |

- Datos: Q17631053